# Fluorid zirkonitý
Fluorid zirkonitý je anorganická sloučenina s chemickým vzorcem ZrF3.

## Příprava
Fluorid zirkoničitý lze získat reakcí zirkonia se směsí fluorovodíku v atmosféře vodíku při teplotě 750 °C:
2 Zr + 6 HF → 2 ZrF3 + 3 H2
Lze jej také připravit redukcí hexafluorozirkoničitanu amonného, (NH4)2ZrF6, vodíkem při teplotě 650 °C.

## Vlastnosti
Fluorid zirkonitý je modrošedá pevná látka, která je tepelně stabilní do 300 °C. Je mírně rozpustný v horké vodě, horkých kyselinách a nerozpustný v roztoku hydroxidu sodného a čpavku. Krystalová soustava je podobná struktuře oxidu rheniového.